# Дуб Гаркуші
Дуб Гарку́ші — ботанічна пам'ятка природи місцевого значення в Україні. Об'єкт природно-заповідного фонду Сумської області. 
Розташована в селі Гаї Роменського району Сумської області. 

## Опис
Площа 0,02 га. Статус надано згідно з рішенням облвиконкому від 20.06.1972 року № 305, рішенням облради від 19.10.2000 року. Перебуває у віданні Басівської сільської ради. 
Статус надано для збереження вікового дуба. Обхват 6 м. Висота 34 м. Вік 600 років. Має інформаційний знак. 
Дерево названо на честь отамана XVII ст. Семена Гаркуші, під яким він вершив суд і обдаровував бідних. 
За результатами обстеження 2017 року було встановлено, що дерево потребує лікування.
У 2018 році на 80 тисяч гривень з обласного бюджету було оброблено крону дуба та залите бетоном чотирьох метрове дупло.

## Галерея

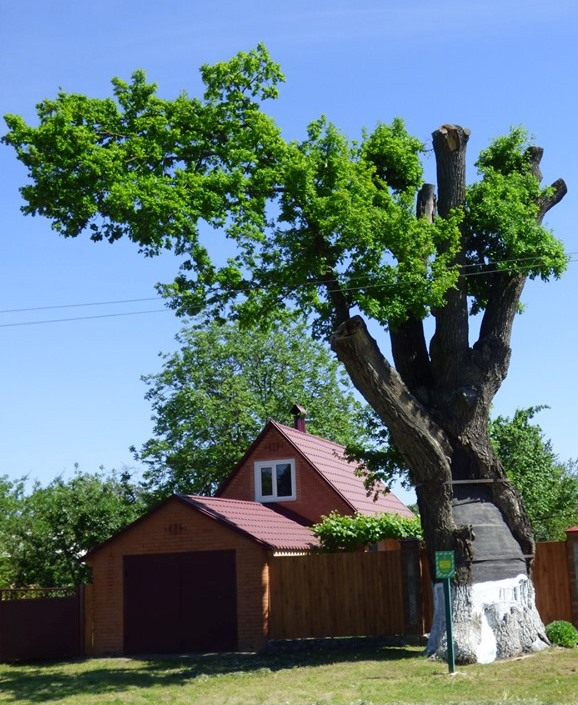
Дуб Гаркуші після лікування, влітку.
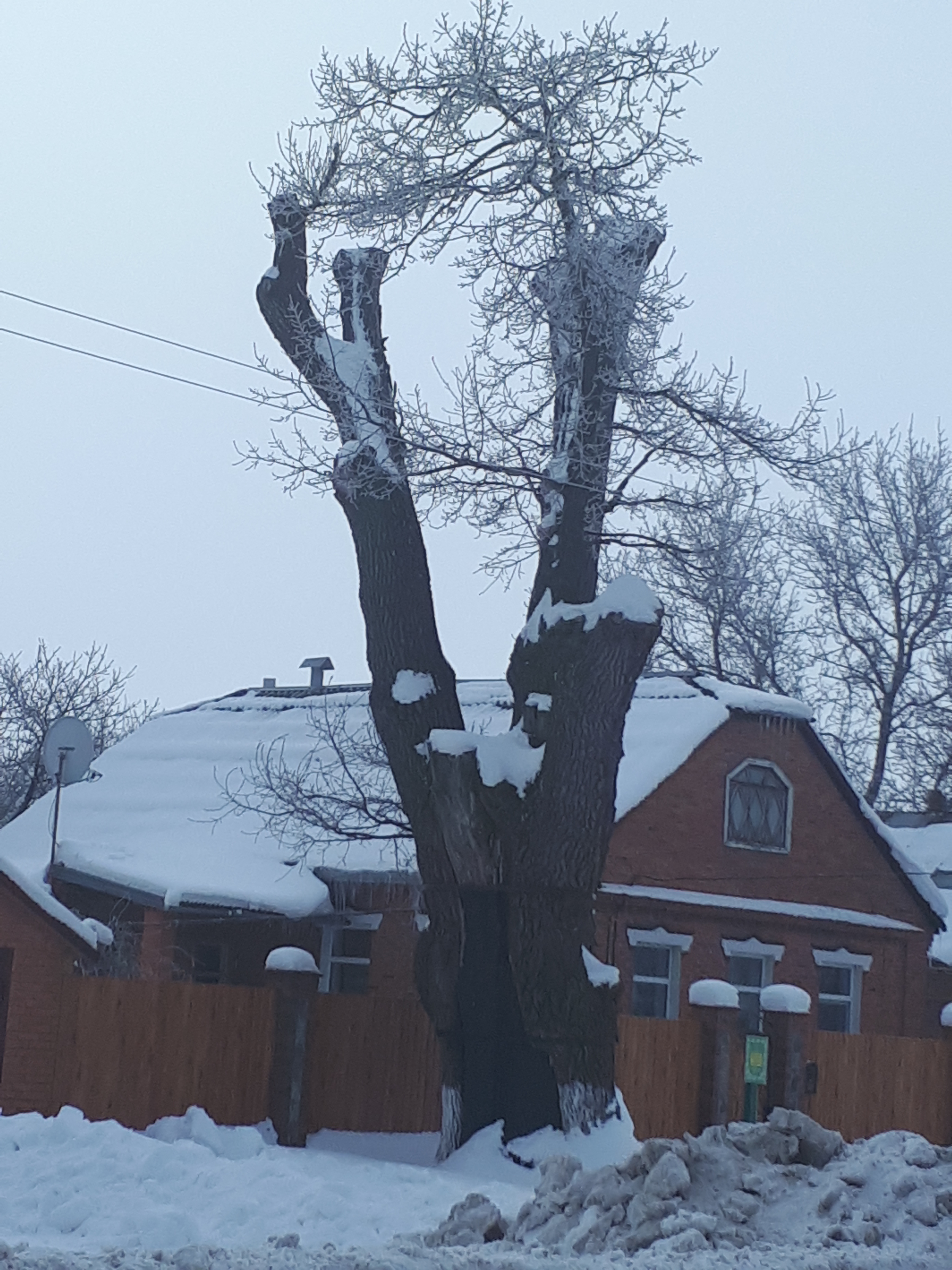
Дуб Гаркуші після лікування, взимку.
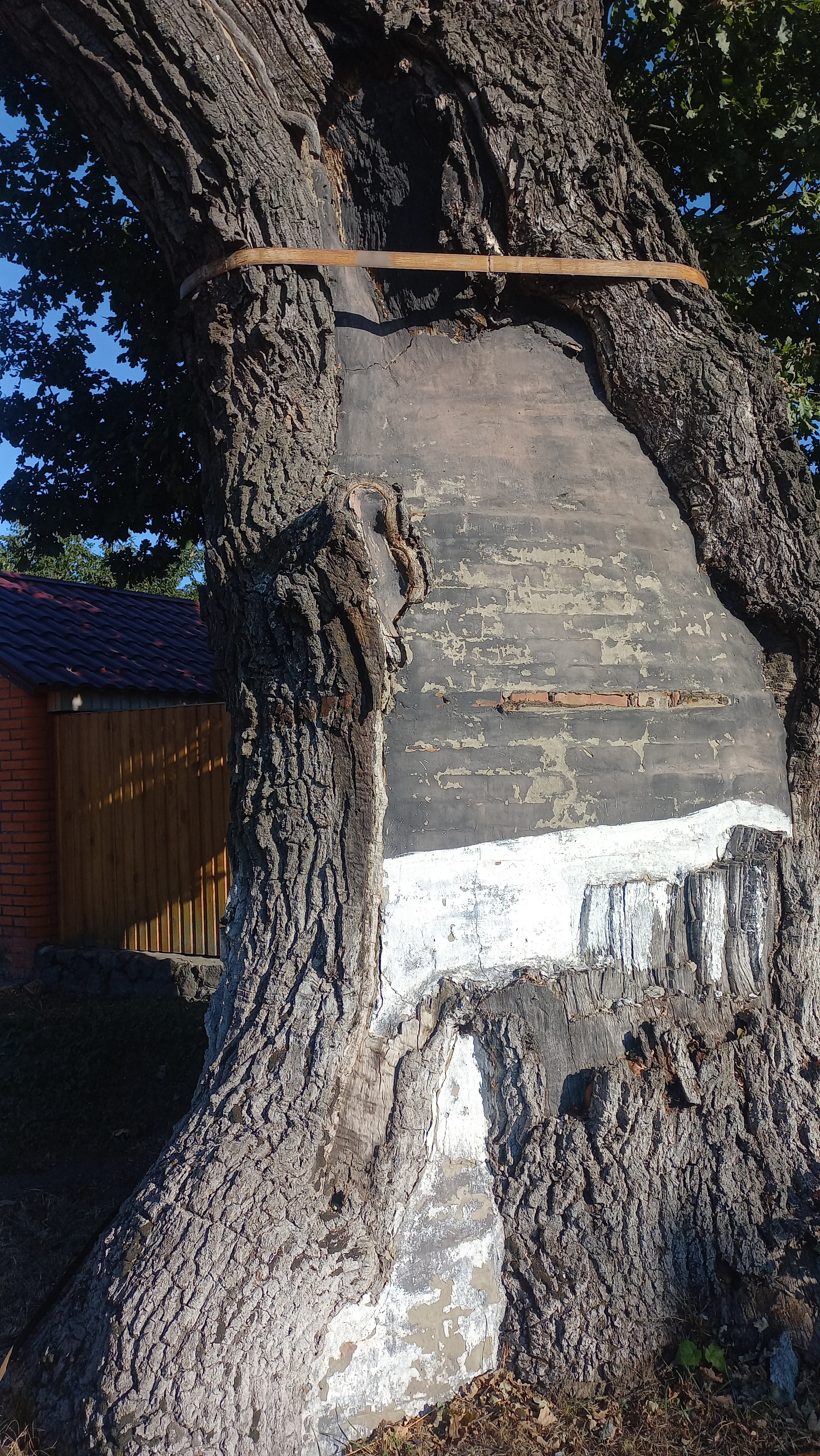
Після арбористів 2024